# Melukote

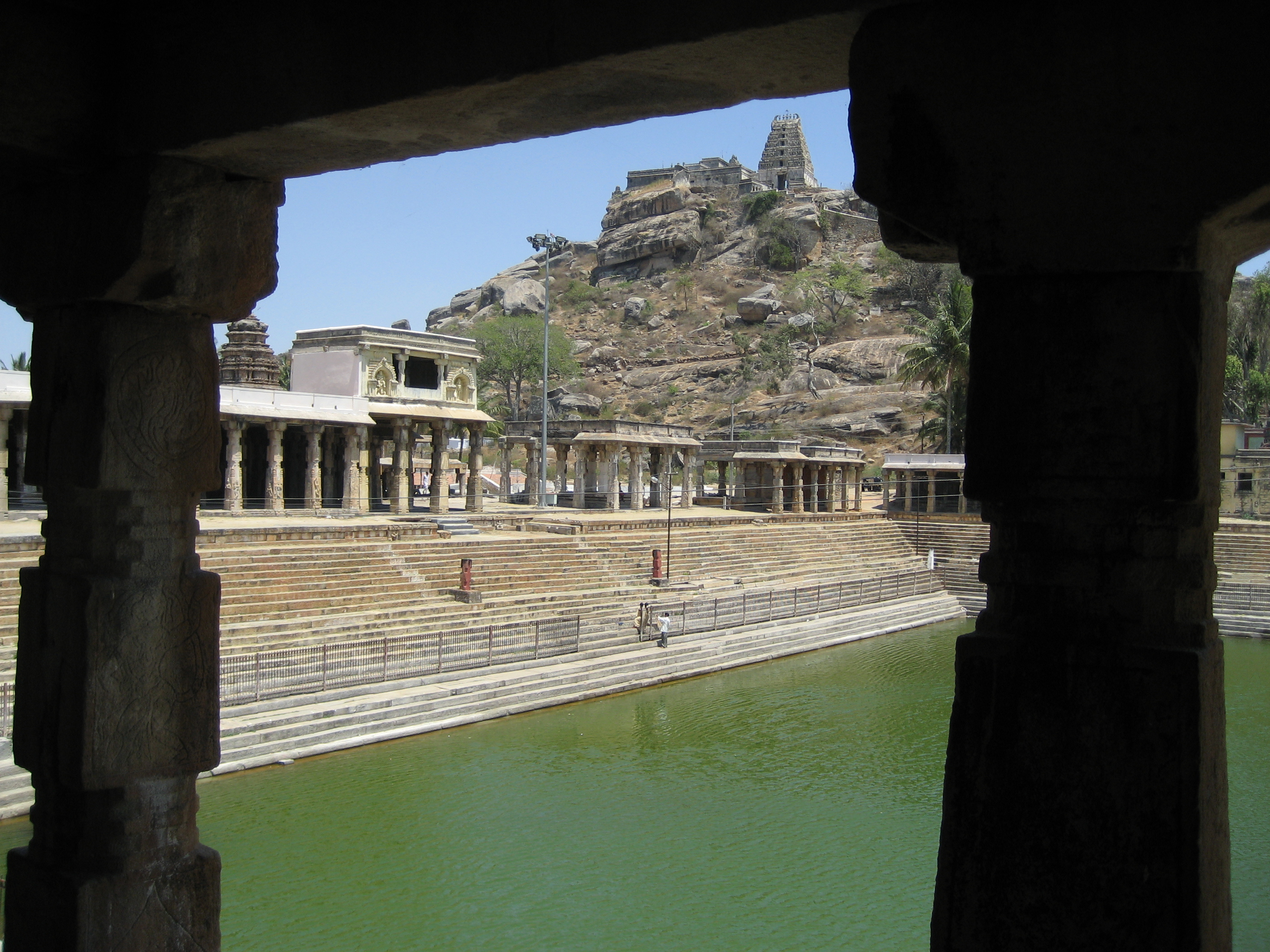
Melukote

Melukote (canarès ಮೇಲುಕೋಟೆ) és una ciutat i municipi de la taluka de Pandavapura al districte de Mandya, Karnataka, conegut també com a Thirunarayanapuram, construït sobre uns turons de roca anomenats Yadavagiri o Yadugiri sobre el riu Kaveri, a 50 km de Mysore (ciutat) i 133 km de Bangalore.

## Llocs interessants
- Temple Cheluvanarayana Swamy
- Temple Yoga-Narasimha Swamy
- Biblioteca i Col·legi sànscrit
- Temple de Kalyani o Pushkarani, amb la llacuna de Kalyani

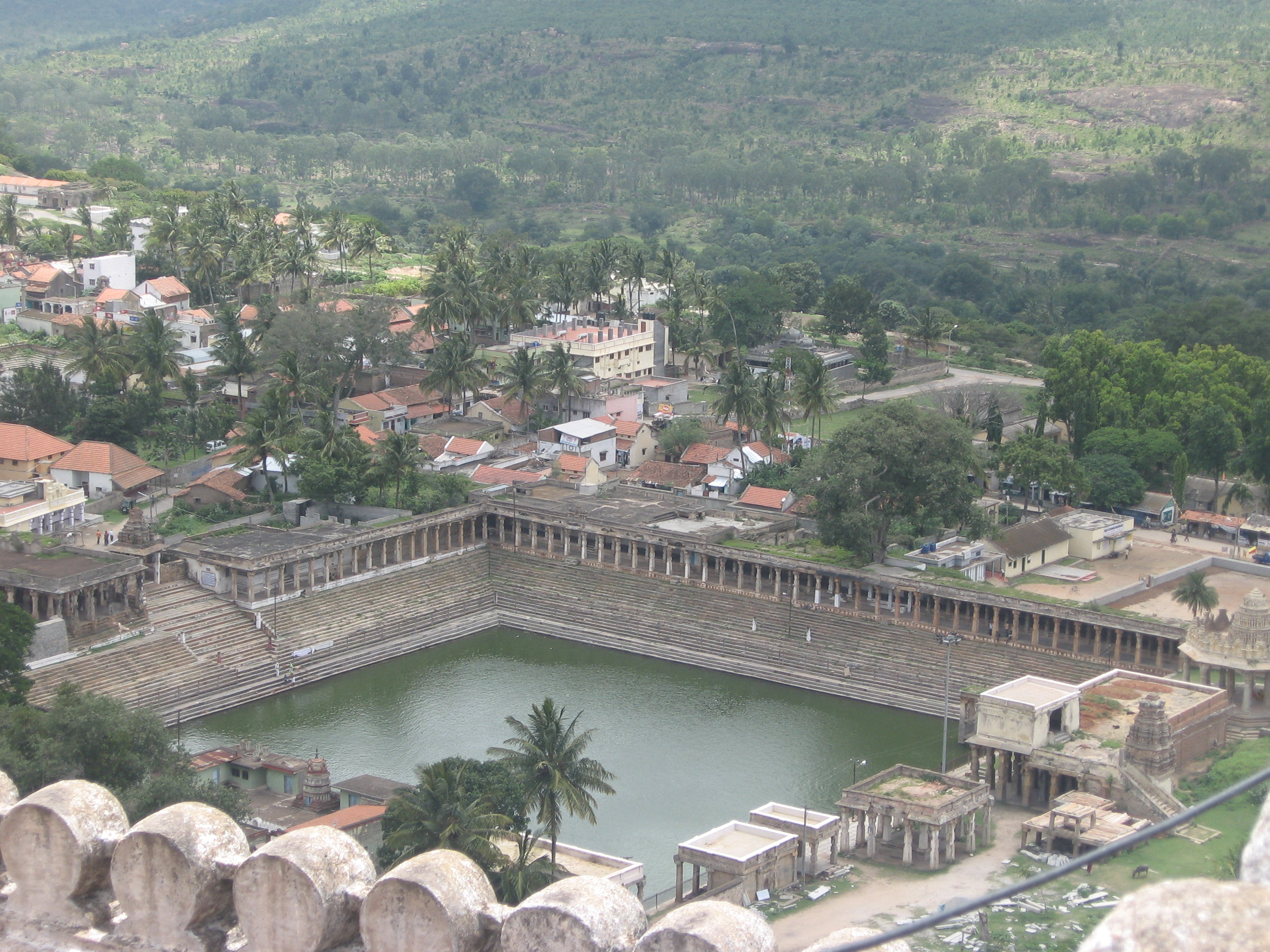
Llacuna de Pushkaranani o Kalyani

- Santuari de vida salvatge del temple de Melkote, creat el 17 de juny de 1974 principalment per protegir els llops, i en menor mesura altres mamífers, i també paradís d'ocells.

## Història
Fou la seu del math anomenat Srivaishnava Yatiraja fundat pel reformador Ramanuja, que es va establir a la vila fugint de la persecució dels coles a l'inici del segle xii. Va convertir al rei hoysala Bitti Deva (Vishnuvardhana) del que va rebre una concessió de terres al nord i sud del Cauvery, comarca després coneguda com a Ashtagrama.
Al segle xiv els musulmans van destruir Dorasamudra, la capital hoysala, i van damnar Melukote; el rei es va retirar a Tondanur, moderna Tonnur, a la part sud de les muntanyes Yadugiri. Melukote fou reconstruïda vers el 1460 per Thimmanna Dannayaka, cap de Nagamangala, al servei del rei de Vijayanagar.
El 1771 fou saquejada pels marathes després de la derrota d'Haidar Ali a Chinkurali. El principal temple, un gran edifici quadrat anomenat Cheluvapillerava o Krishna; un altre era el Narasimha, al cim de la roca. Des del començament del segle xvii Melukote va estar sota especial patronatge dels rages wadiyar de Mysore; molts dels habitants eren bramans i uns 400 estaven assignats al manteniment del gran temple; hi havia molts servidors del temple d'extracció sudra i satanis; dos castes inferiors, els tirukula i els jambavakula, tenen encara el privilegi d'entrar al temple una vegada a l'any per haver ajudat a Ramanuja a recuperar la imatge de Krishna que s'havien emportat els musulmans a Delhi. Al segle xix va formar part del districte de Mysore a l'estat de Mysore, des de 1799 sota protecció britànica. La municipalitat es va formar el 1881.